# Скибін Рустем Володимирович
Рустем Володимирович Скибін (6 квітня 1976, Самарканд, Узбекистан) — сучасний кримськотатарський кераміст, гончар, художник традиційного та сучасного мистецтва, етнограф, орнаменталіст, графічний дизайнер та дизайнер інтер'єрів, педагог. Заслужений майстер народної творчості України (2020). Член міжнародної фундації майстрів декоративно-прикладного мистецтва «Мікеланджело».
Працюючи в традиції кримськотатарського орнаменту, створив власний авторський стиль поліхромного розпису кераміки «Quru Isar / Суха перетинка», визнаний новим світовим брендом Криму / України.
Ініціатор, автор, куратор масштабних проєктів про культуру Криму. Займається дослідженням, збереженням, відновленням автентичного та розвитком сучасного мистецтва, популяризацією народної, традиційної культури кримських татар.
Активний промоутер кримськотатарської культури в Україні, ЄС, Великобританії, США, Канаді, Близькому Сході та Азійсько-Тихоокеанському регіоні.

## Біографія
Народився 6 квітня 1976 року в Самарканді (Узбекистан).
Родичі, які були депортовані в 1944-му році з південного берега Криму — дідусь із Кореїзу, бабуся з Місхору.
1996 року закінчив Самаркандське училище мистецтв за спеціальністю «художник-педагог». Того ж року повернувся на батьківщину матері — в Крим.
З 1996 по 2000 рік працював головним художником на керамічному підприємстві «Таврика», Сімферополь. На основі орнаментів кримськотатарської вишивки, зібраних і розшифрованих малярем та мистецтвознавцем Мамутом Чурлу, Рустем Скибін створив власний стиль поліхромного розпису керамічних виробів, що продовжує традиції кримських татар. Активно збирає, аналізує, відновлює технології виробництва різноманітних форм традиційної побутової гончарної кераміки, вивчає і відновлює професійну лексику.
Рустем Скибін створив серію унікальних тарелів з вишуканими каліграфічними композиціями, які є його основним продуктом. Він також виробляє керамічні світильники, фонтани, музичні інструменти, декоративні панно. Його роботи популярні за межами Криму та України.
Викладав в Бахчисарайській дитячій керамічній студії «Чьолмекчілер» (в перекладі з кримськотатарської «гончарі»). У селищі Акрополіс, Сімферопольський район, створив творчу майстерню «El-Cheber» (з кримськотатарської «країна майстрів»), в якій виховав таких майстрів як Айдер Абібулаєв, Ельдар Гусенов, Асіє Мушурова, Асіє Усеїнова.
Скибін бере активну участь у регіональних, всеукраїнських та міжнародних виставках.
Член творчого об'єднання «Чатир-Даг». Кандидат в члени Національної спілки майстрів народного мистецтва України. Член Асоціації кримськотатарських художників.
Учасник багатьох фольклорних фестивалів та ярмарків в Україні, Польщі, Туреччині. Взяв участь у презентаціях культури корінного народу Криму у Раді Європи у м. Страсбург у 2015 р., в експозиції кримського гончарства на Фестивалі Блюр Вест у Торонто, Канада у 2018 році.
Твори зберігаються в понад 50 музеях та приватних колекціях в Україні, ЄС, Великій Британії, США, Канаді та інших країнах світу. 
Бренд кераміки «Рустем Скибін» включений до рейтингу «100 Брендів України».

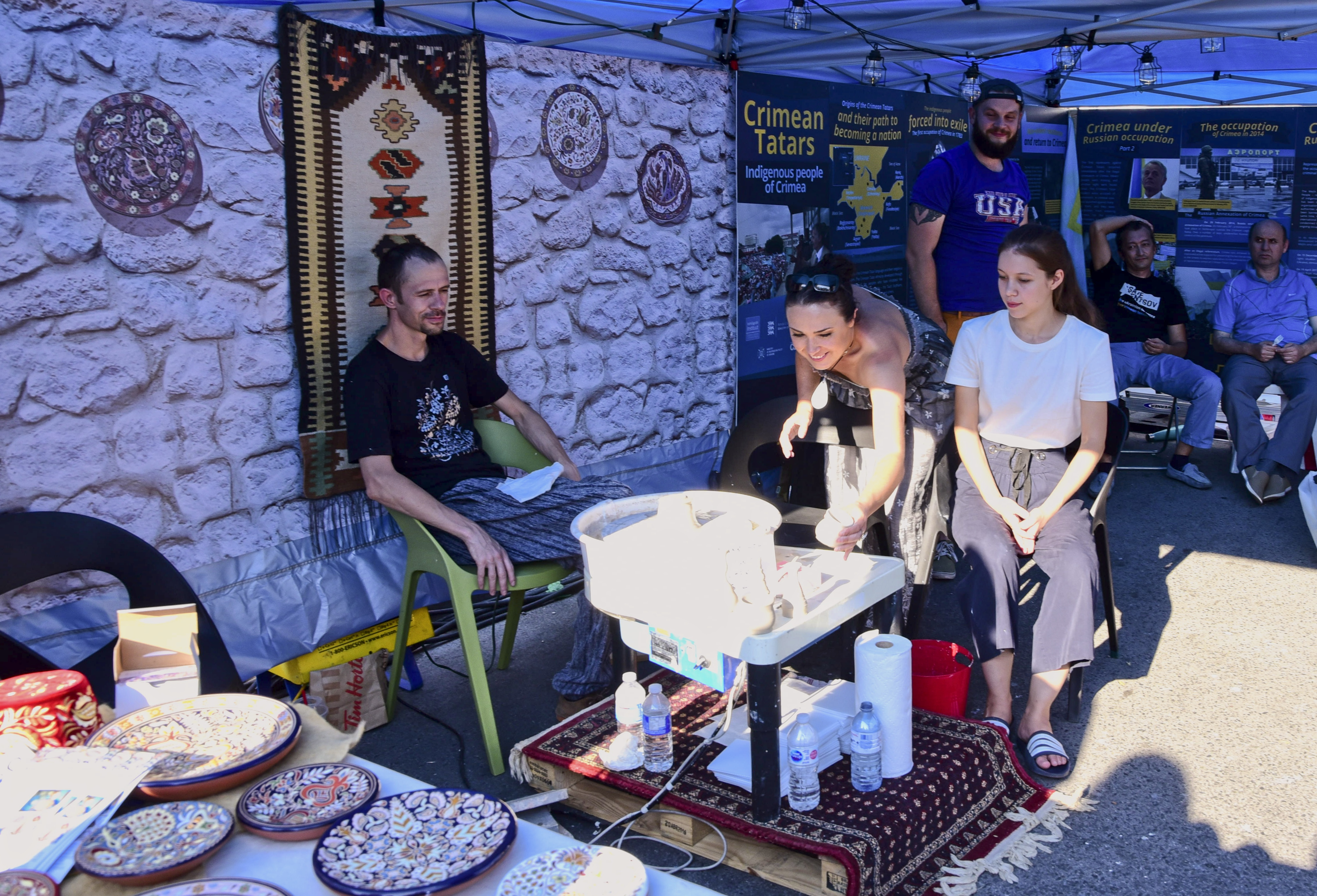
Рустем Скибін на Українському Фестивалі Блюр Вест у Торонто 2018 демонструє виготовлення традиційних кримськотатарських керамічних виробів

Після виїзду 2014 р. з тимчасово окупованої території Автономної Республіки Крим постійно проживає і  працює в Києві.
Організатор і учасник багатьох масштабних мистецьких проєктів, покликаних зберігати і пропагувати кримськотатарську культуру.
- В рамках проєкту «Стежка», ініційованого агенцією «АртПоле», разом з українськими і польськими митцями розмалював кримськотатарськими орнаментами підземний перехід у Києві, стіну Бердянського художнього музею і фасад бібліотеки у Вінниці[7][8].
- Головне завдання проєкту «Візерунки миру», в рамках якого діє кілька окремих студій — передати кримськотатарські традиції наступному поколінню. Проєкт покликаний поповнити колекцію прикладного кримськотатарського мистецтва, яку можна було б показувати в Україні й за кордоном[7].
- Ініціатор та куратор проєкту «Шлях / Yol» (2021, за підтримки Українського культурного фонду).
- 26 червня 2023 року презентував унікальну виставку кримськотатарських шевронів і військової айдентики у вигляді арт-об'єктів і авторських патчів[9].
- У 2023 році в Київській картинній галереї представлений новий проєкт Рустема Скибіна під назвою «Qalqan / Щит»[6]. В основі проєкту — керамічні панно у формі захисних «щитів», декоровані рослинним орнаментом як символом відродження, спротиву несправедливості, збереження та продовження життя[10].
- 2024 р. художник перетворив на мистецький об'єкт морський дрон Magura V5 ― прикрасив бойовим кримськотатарським орнаментом один із безпілотників ГУР МОУ, який буде нищити російські кораблі. В його основу художник заклав кримський або кефінський тюльпан, який символізує молодого чоловіка, захисника. Творча композиція на ударному морському дроні позначає доблесть, волю до перемоги та союзну підтримку[11][12].
- Взяв участь в художньому оформленні «Календаря знаменних та  пам'ятних дат з історії Криму та кримськотатарського народу» (Київ, 2025)[13].
- Створив дарунок від українського та кримськотатарського народів президенту Туреччини Реджепу Тайїпу Ердогану — символічний Щит дружби (Dostluk Kalkanı)[14].

## Колекції

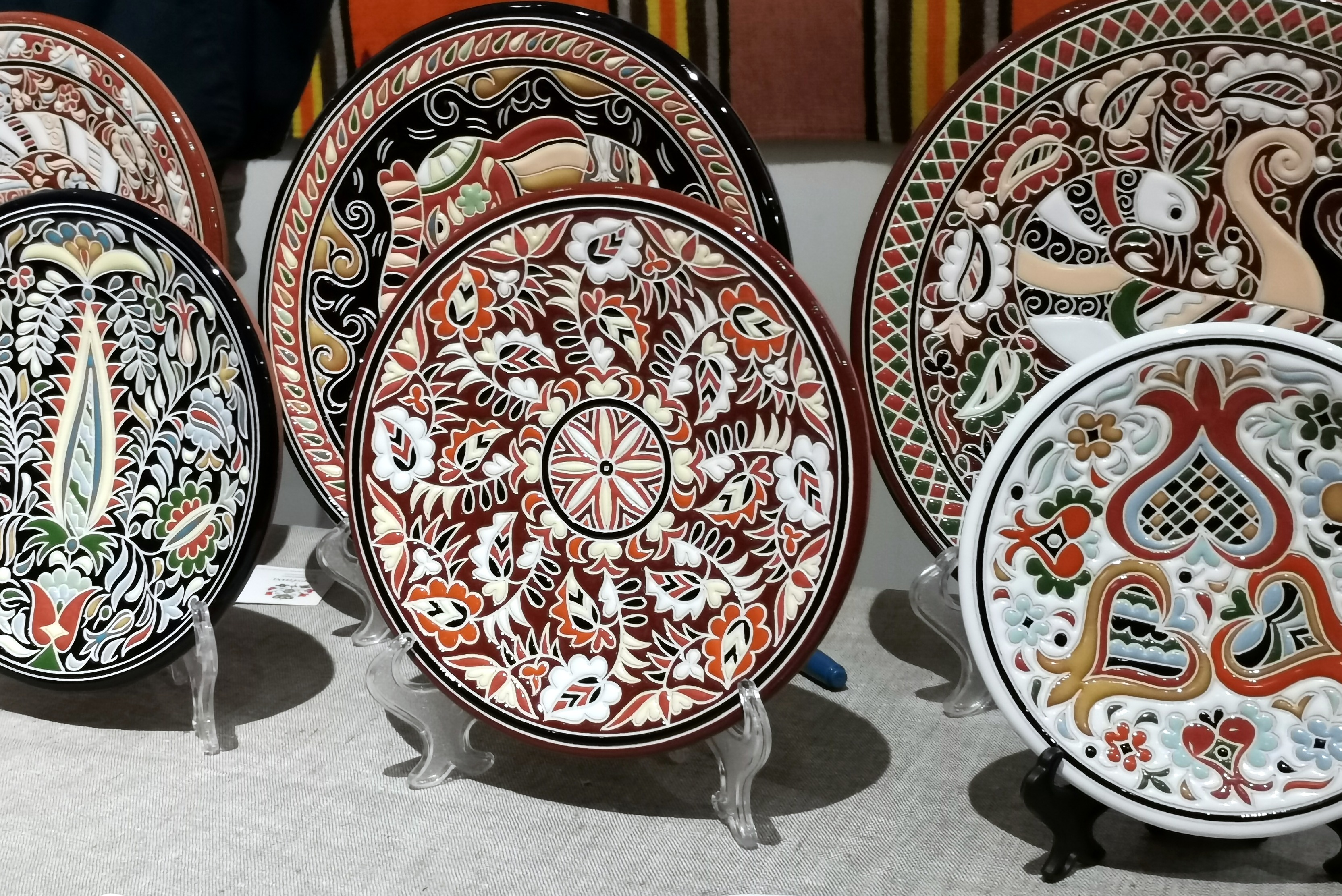
Тарілі Рустема Скибіна

Роботи Рустема Скибіна зберігаються в багатьох українських музеях:
- Сімферопольський етнографічний музей
- Кримськотатарський музей мистецтв (Сімферополь)
- Дирекція художніх виставок Міністерства культури України (Київ)
- Художній музей імені Крошицького (Севастополь)
- Національний музей-заповідник українського гончарства в Опішному (Полтавська область)
- Національний музей народної архітектури та побуту України (Київ)
- Національний музей мистецтв імені Богдана та Варвари Ханенків (Київ)
- Харківський художній музей
- Музей національно-визвольної боротьби Тернопільщини

Твори художника представлені у зарубіжних музеях та колекціях, серед яких: Білий Дім, резиденція Президента США (Вашингтон, США); Вестмінстерський палац, будівля Британського парламенту (Лондон, Велика Британія); Зал Парламентської асамблеї Ради Європи (Страсбург, Франція); Музей образотворчого мистецтва Гранади (Іспанія), Палац всіх правителів (Вільнюс, Литва) та ін.

## Виставки
Київ (2023), Софія(2024).